# Episodi di Aqua Teen Hunger Force (terza stagione)
La terza stagione della serie televisiva Aqua Teen Hunger Force, composta da 13 episodi, è stata trasmessa negli Stati Uniti, da Adult Swim, dal 25 aprile al 24 ottobre 2004.
A differenza delle prime due stagione, le introduzioni degli episodi con il Dott. Weird e Steve sono costituite dalle clip dell'episodio pilota Spacecataz. Escluso dalla trasmissione televisiva, l'episodio è stato sviluppato come un potenziale spin-off di Aqua Teen Hunger Force incentrato sulla faida tra i Lunamiani e i Plutoniani.
In Italia la stagione è inedita.
| nº | Titolo originale           | Prima TV USA      |
| -- | -------------------------- | ----------------- |
| 1  | Video Ouija                | 25 aprile 2004    |
| 2  | Unremarkable Voyage        | 9 maggio 2004     |
| 3  | Remooned                   | 15 agosto 2004    |
| 4  | Gee Whiz                   | 22 agosto 2004    |
| 5  | eDork                      | 29 agosto 2004    |
| 6  | Robositter                 | 12 settembre 2004 |
| 7  | Little Brittle             | 5 settembre 2004  |
| 8  | Moon Master                | 19 settembre 2004 |
| 9  | Dusty Gozongas             | 3 ottobre 2004    |
| 10 | Diet                       | 26 settembre 2004 |
| 11 | T-Shirt of the Living Dead | 10 ottobre 2004   |
| 12 | Hypno-Germ                 | 17 ottobre 2004   |
| 13 | Carl                       | 24 ottobre 2004   |

## Video Ouija
- Titolo originale: Video Ouija
- Diretto da: Ned Hastings

Logo di Spacecataz, serie spin-off composta dal solo episodio pilota e presente, divisa in 13 parti, negli altrettanti episodi della terza stagione di Aqua Teen Hunger Force.

- Scritto da: Dave Willis e Matt Maiellaro

### Trama
Polpetta gioca a Video Ouija, un videogioco che funziona da vera tavola ouija con la quale è possibile parlare con i morti. Dopo essersi intromesso nel gioco e averlo fatto arrabbiare come al solito, Frullo ha l'idea di suicidarsi per entrare nel gioco e spaventarlo durante la sua prossima sessione. Tuttavia si suicida troppo tardi, visto che Polpetta si stanca rapidamente del gioco e ne mette un altro. Supplicherà Fritto di riportarlo in vita, quindi assume uno stregone per farlo, il quale cerca di eseguire un rito senza successo e fallisce innumerevoli volte.
Mentre i Plutoniani girano con la loro nave spaziale, Oglethorpe vede la navicella dei Lunamiani. I Plutoniani decidono di fermarsi, ma visto che la loro navicella sta andando troppo veloce, vengono lanciati via dal parabrezza.
- Citazioni e riferimenti: L'episodio è visibile nell'episodio Formalità di CSI - Scena del crimine, in uno dei televisori della camera d'albergo.

## Unremarkable Voyage
- Titolo originale: Unremarkable Voyage
- Scritto da: Dave Willis e Matt Maiellaro

### Trama
Fritto costruisce un raggio di restringimento per ridimensionare i chip di alcuni enormi computer potenti a dimensioni utilizzabili. Polpetta, tuttavia, dato il nome mangia il chip pensando fossero patatine e Fritto ha bisogno di riaverlo "in un modo o nell'altro". Le cose vanno di male in peggio quando Frullo prende il controllo del raggio strizzacervelli, allargando e ridimensionando chiunque e qualsiasi cosa a suo divertimento.

## Remooned
- Titolo originale: Remooned / Mooninites 3: Remooned
- Diretto da: Jay Wade Edwards
- Scritto da: Dave Willis e Matt Maiellaro

### Trama
I Lunamiani si imbattono in un enorme assegno che credono essere lo stipendio di Cliff, lo zio pazzo di Ignignokt, e decidono di recarsi sulla Terra per incassarlo. Nel frattempo, sulla Terra, Frullo tenta di riscaldare Polpetta nel microonde con della carta stagnola, tuttavia quando Fritto lo scopre, quest'ultimo rivela di aver invertito precedentemente i raggi del microonde portando a far sciogliere la cucina. I Lunamiani irrompono nella casa degli Aqua Teen e costringono Frullo e Polpetta ad aiutarli a incassare l'assegno. Ignorando i suggerimenti di Fritto su come riscuoterlo, i Lunamiani si dirigono invece in un minimarket pretendendolo a un commesso. Constatando di aver bisogno di qualcuno con un'identificazione per incassare l'assegno, i Lunamiani mettono fuori combattimento Carl, radendogli i capelli dietro la testa e i baffi, e fanno travestire Polpetta da Carl. Dopo un altro tentativo fallito, apprendendo della merce esposta nel minimarket da Polpetta, Err e Ignignokt fanno una rapina nel negozio. Tornando alla casa degli Aqua Teen, Fritto ha scansionato l'assegno e scopre che in realtà è una banconota radioattiva che intanto ha già deformato le mani di Frullo. Cercando di riscaldare il cibo rubato nel microonde, i Lunamiani costringono gli Aqua Teen a evacuare prima che la casa esploda. Tornati sulla loro navicella, Ignignokt fa il dito medio a Fritto mentre Err, ora deforme, afferma di non sentirsi bene.
- Altri interpreti: Nick Ingkatanuwat (Zio Cliff), Vishal Roney (impiegato di Foodie-Mart).

## Gee Whiz
- Titolo originale: Gee Whiz
- Scritto da: Dave Willis e Matt Maiellaro

### Trama
Un cartellone che pare avere su di sé il volto di Gesù, provoca delle false profezie che girano in città. Fritto cerca di spiegare la vera storia a Polpetta, tuttavia scopre che, attraverso un'impossibilità genetica, è rimasto incinta. Gli Aqua Teen e Carl affrontano la sua apparente gravidanza, inclusi i suoi sbalzi d'umore. Più tardi, Fritto lo scannerizza, scoprendo che nel ventre sono presenti una grande quantità di uova di ragno. Le uova si schiudono e Fritto e Frullo escono di casa, dove trovano il cantante Ted Nugent, in mutande e con in mano frecce infuocate. Nugent spiega che la faccia del cartellone era la sua e uccide accidentalmente Carl con una freccia quando lo scambia per un parassita.
- Guest star: Ted Nugent (se stesso).
- Altri interpreti: George Lowe (Uomo degli standard e pratiche), Michael D. Hanks (senzatetto).

## eDork
- Titolo originale: eDork
- Scritto da: Dave Willis e Matt Maiellaro

### Trama
Frullo acquista e indossa numerosi miglioramenti robotici per consentirgli di connettersi sempre più tecnologicamente al mondo. Carl si unisce a lui, tuttavia i miglioramenti apportati hanno reso i due incapaci di camminare. Sebbene ordinino un paio di gambe e teste robotiche per aiutarli a muoversi, le gambe fanno sì che Carl sbatti involontariamente su Frullo mentre le teste li portano nella piscina di Carl, dove entrambi vengono fulminati ed esplodono.

## Robositter
- Titolo originale: Robositter
- Diretto da: Ned Hastings
- Scritto da: Dave Willis e Matt Maiellaro

### Trama
Gli Aqua Teen sono a corto di cibo e denaro e Fritto e Frullo decidono di trovare lavoro, venendo assunti in una mensa dove si trasforma la carne in bevande, con grande disgusto di Frullo. I problemi sorgono quando hanno bisogno di una baby-sitter per Polpetta. Fritto costruisce Robositter per tenere Polpetta occupato e fuori dai guai, tuttavia il robot sviluppa una personalità che lo porta a ribellarsi e abbandonare Polpetta. 
- Guest star: Sarah Silverman (Robositter), Ashley Ward (Sheila).

## Little Brittle
- Titolo originale: Little Brittle
- Diretto da: Ned Hastings
- Scritto da: Dave Willis e Matt Maiellaro

### Trama
MC Pee Pants torna nuovamente sulla Terra, questa volta raffigurato come un vecchio rapper confinato in una casa di cura.

## Moon Master
- Titolo originale: Moon Master / Mooninites 4: The Final Mooning
- Diretto da: Ned Hastings
- Scritto da: Dave Willis e Matt Maiellaro

### Trama
Polpetta trova sotto il suo cuscino un nuovo videogioco chiamato Moon Master, nascosto dai Lunamiani per reclutare apparentemente delle persone per combattere un personaggio chiamato "Gorgatron". I Lunamiani convincono Polpetta a seguire uno schema piramidale che prevede la vendita di merce Moon Master di scarsa qualità. Dopo che Frullo cade in preda all'inganno dei Lunamiani, lui, Polpetta e Carl cercano di convincere Fritto a comprare roba dal catalogo.

## Dusty Gozongas
- Titolo originale: Dusty Gozongas
- Scritto da: Dave Willis e Matt Maiellaro

### Trama
Frullo decide di estrarre il gasdotto della casa per trasformarlo in un'enorme fiacola per una falsa cerimonia delle Olimpiadi. Fritto estingue il fuoco del gasdoto causato da Frullo e chiama il servizio regionale del New Jersey per aggiustarlo. Tuttavia alla casa degli Aqua Teen si presenta Dusty Gozongas, una spogliarellista del club Wild Wild Chest che Frullo e Carl cercano di conquiste. Dopo essere stati aggrediti entrambi dalla donna, quest'ultima viene successivamente rapita dai Wrench Aliens, due alieni a forma di chiave inglese.
- Guest star: Scott Thompson (Dusty Gozongas).

## Diet
- Titolo originale: Diet / The South Bronx Paradise Diet
- Diretto da: Ned Hastings
- Scritto da: Dave Willis e Matt Maiellaro

### Trama
Polpetta vuole perdere peso in modo da poter nuovamente indossare i pattini a rotelle e la bandana. Carl suggerisce un metodo chiamato South Bronx Paradise Diet in cui mangia semplicemente "speciali barrette di cioccolato" capaci di far calare di peso. Fritto raccomanda la normale soluzione salutare e sfida Carl ad una scommessa per vedere chi perde più peso dei due. Dopo aver sentito il premio che potrebbe ottenere il vincitore, Frullo decide di far parte della scommessa tuttavia viene impossibilitato da Fritto. Quindi cerca di far perdere Polpetta tentandolo con i dolci e causando diversi problemi. Nel frattempo, Carl riesce a perdere peso con la massima facilità.
- Altri interpreti: Akhenaton Nickens (parassita gigante).

## T-Shirt of the Living Dead
- Titolo originale: T-Shirt of the Living Dead / T-Shirt of the Dead
- Scritto da: Dave Willis e Matt Maiellaro

### Trama
Al museo, gli Aqua Teen scoprono un'antica maglietta che conserva dei grandi poteri. Frullo, interessato, ruba la maglietta con successo ma non sa come usarla. Gli Aqua Teen chiedono di lavarla, tuttavia si restringe e Fritto la confisca da Frullo per regalarla a Polpetta. Polpetta inizia ad abusare dei suoi poteri, creando inavvertitamente del caos in giro per la città.
- Altri interpreti: Nick Ingkatanuwat (Coniglio Pasquale).

## Hypno-Germ
- Titolo originale: Hypno-Germ
- Diretto da: Ned Hastings
- Scritto da: Dave Willis e Matt Maiellaro

### Trama
Quando gli Ipno-Germi invadono il cervello di Frullo, lo costringono a fare una serie di cattive azioni. Fritto usa i fagioli salterini messicani per combattere i germi nella testa di Frullo tramite uno spettacolo teatrale, portando alla sterminazione degli Ipno-Germi.
- Guest star: Bob Odenkirk (Mago Fagiolo), Eric Wareheim (Re Germe), Tim Heidecker (palla da basket), Janeane Garofalo (Donna), Todd Hanson (narratore), Maria Schneider (moglie di Phil Cabinet), Carol Kolb (muro parlante), Joe Garden (Phil Cabinet), Chris Karwowski (Tulip Sniper), Stewert Breihut (Guardia Germe), Fred Armisen (Poncho).

## Carl
- Titolo originale: Carl / Spacegate World
- Diretto da: John Brestan
- Scritto da: Dave Willis e Matt Maiellaro

### Trama
Gli Aqua Teen affidano a Carl il compito di fare da baby sitter a Dewey, Vanessa e Boxy Brown, mentre sono in vacanza.
- Guest star: Kim Manning (Donna Bryson), Jennifer Stephens (Amber), Amanda Marks (Donna), Lisa Willis (Stacy).